# Derby de Coimbra
 (août 2024).
La mise en forme du texte ne suit pas les recommandations de Wikipédia : il faut le « wikifier ».
Les points d'amélioration suivants sont les cas les plus fréquents. Le détail des points à revoir est peut-être précisé sur la page de discussion.
- Les titres sont pré-formatés par le logiciel. Ils ne sont ni en capitales, ni en gras.
- Le texte ne doit pas être écrit en capitales (les noms de famille non plus), ni en gras, ni en italique, ni en « petit »…
- Le gras n'est utilisé que pour surligner le titre de l'article dans l'introduction, une seule fois.
- L'italique est rarement utilisé : mots en langue étrangère, titres d'œuvres, noms de bateaux, etc.
- Les citations ne sont pas en italique mais en corps de texte normal. Elles sont entourées par des guillemets français : « et ».
- Les listes à puces sont à éviter, des paragraphes rédigés étant largement préférés. Les tableaux sont à réserver à la présentation de données structurées (résultats, etc.).
- Les appels de note de bas de page (petits chiffres en exposant, introduits par l'outil «  Source ») sont à placer entre la fin de phrase et le point final[comme ça].
- Les liens internes (vers d'autres articles de Wikipédia) sont à choisir avec parcimonie. Créez des liens vers des articles approfondissant le sujet. Les termes génériques sans rapport avec le sujet sont à éviter, ainsi que les répétitions de liens vers un même terme.
- Les liens externes sont à placer uniquement dans une section « Liens externes », à la fin de l'article. Ces liens sont à choisir avec parcimonie suivant les règles définies. Si un lien sert de source à l'article, son insertion dans le texte est à faire par les notes de bas de page.
- La présentation des références doit suivre les conventions bibliographiques. Il est recommandé d'utiliser les modèles {{Ouvrage}}, {{Chapitre}}, {{Article}}, {{Lien web}} et/ou {{Bibliographie}}. Le mode d'édition visuel peut mettre en forme automatiquement les références.
- Insérer une infobox (cadre d'informations à droite) n'est pas obligatoire pour parachever la mise en page.

Pour une aide détaillée, merci de consulter Aide:Wikification.
Si vous pensez que ces points ont été résolus, vous pouvez retirer ce bandeau et améliorer la mise en forme d'un autre article.
La rivalité opposant l'Académica de Coimbra contre l'União de Coimbra, appelée le Derby de Coimbra,oppose les deux plus grands clubs de la ville de Coimbra : celui des universitaires et celui des syndicalistes.
Si les deux clubs ont autrefois disputés la première division nationale, la réalité est aujourd'hui bien différente. L'Académica dispute la troisième division et l'União participe au championnat portugais (quatrième division nationale).
Depuis la saison 2021/2022, l'Académica et l'União dispute le derby de Coimbra sous forme de trophée amical annuel. La coupe se joue au début de chaque saison.

## Histoire

### Des origines différentes. (1887-1948)

Logo de l'Académica de Coimbra.

Depuis leur formation, les deux clubs entretiennent, en raison d'origines et d'histoires différentes, une forte rivalité. L'Académica, fondée en 1887, revendique son statut de plus vieux club de la ville. Elle est historiquement le club des étudiants de l'université de Coimbra chez les supporters et, anciennement, chez les joueurs.
L'União lui, né en 1919, est historiquement un club de syndicalistes et d'ouvriers de la ville de Coimbra. Plus jeune que son glorieux voisin et moins titré, il revendique le statut de véritable club de la ville et non de son université, bien que la plupart des Conimbricenses supportent l'Académica.
Ces origines distinctes contribuèrent à diviser les deux clubs et leurs supporters, division appuyée par le regard porté par chacun sur l'autre : l'União se voulait un club plus populaire, implanté spécifiquement dans son quartier mais échouait à accéder aux divisions supèrieurs. l'Académica elle ,emblème de la ville de Coimbra en première division, moquait les résultats de son voisin en surnommant l'União de "futricas" (une petite chose, une chose sans importance). Les supporters des deux clubs allant ainsi jusqu'à fréquenter des bars différents, marquant la division existant entre eux.

### Une rivalité tenace. (1948-1984)

logo du CF União de Coimbra.

En 1948, l'União battera l'Académica à deux reprises (1-0 les deux fois) lorsque les deux clubs jouait ensemble en seconde division. Il s'agit de la dernière victoire en date des Unionistas contre les Estudantes.
De 1979 à 1984, les deux clubs de Coimbra se rencontrerons 8 fois. Le bilan sera de 6 victoires pour l'Académica et deux matchs nuls. Lors d'une rencontre opposant les deux clubs le 11 Novembre 1979, l'expulsion sur carton rouge d'un joueur de l'União donnera lieu a une invasion de terrain des supporters du club, forçant l'arbitre à stopper le match à la 64ème minute de jeu. Cette anecdote démontre bien l'existence d'un sentiment de rivalité entre les deux équipes de la ville.
Fransico Andrade, ancien entraîneur de l'União, décrit la rivalité opposant les deux clubs durant cette période comme "brulante" et donnant lieu a des matchs "chauds" se soldant par des affrontements entre joueurs et entre supporters dans le stade da Santa Cruz comme dans les cafés de la ville.
Le 6 mai 1984, a lieu le dernier match en titre entre les deux clubs en championnat. Match se déroulant pour le compte de la 29ème journée du championnat de deuxième division. L'Académica s'y imposera encore une fois sur le score de 3 à 2.

### L'arrêt du derby (1984-2021)
Le faible nombre de matchs entre les deux clubs à la suite de cela s'explique en grande partie par l'écart entre les deux équipes : l'Académica étant un club quasiment sans cesse en première division et l'União voguant plutôt entre la deuxième et troisième division. Après plusieurs relégations successives le club est relégué aux divisions régionales en 2006-2007 et son équipe senior est définitivement fermée en 2009. En 2016 le club fait faillite et se voit reformé sous le nom de Clube União 1919.
C'est durant ce temps que l'Académica va développer son autre rivalité avec l'União de Leiria.

### La renaissance du duel de Coimbra. (Depuis 2021)

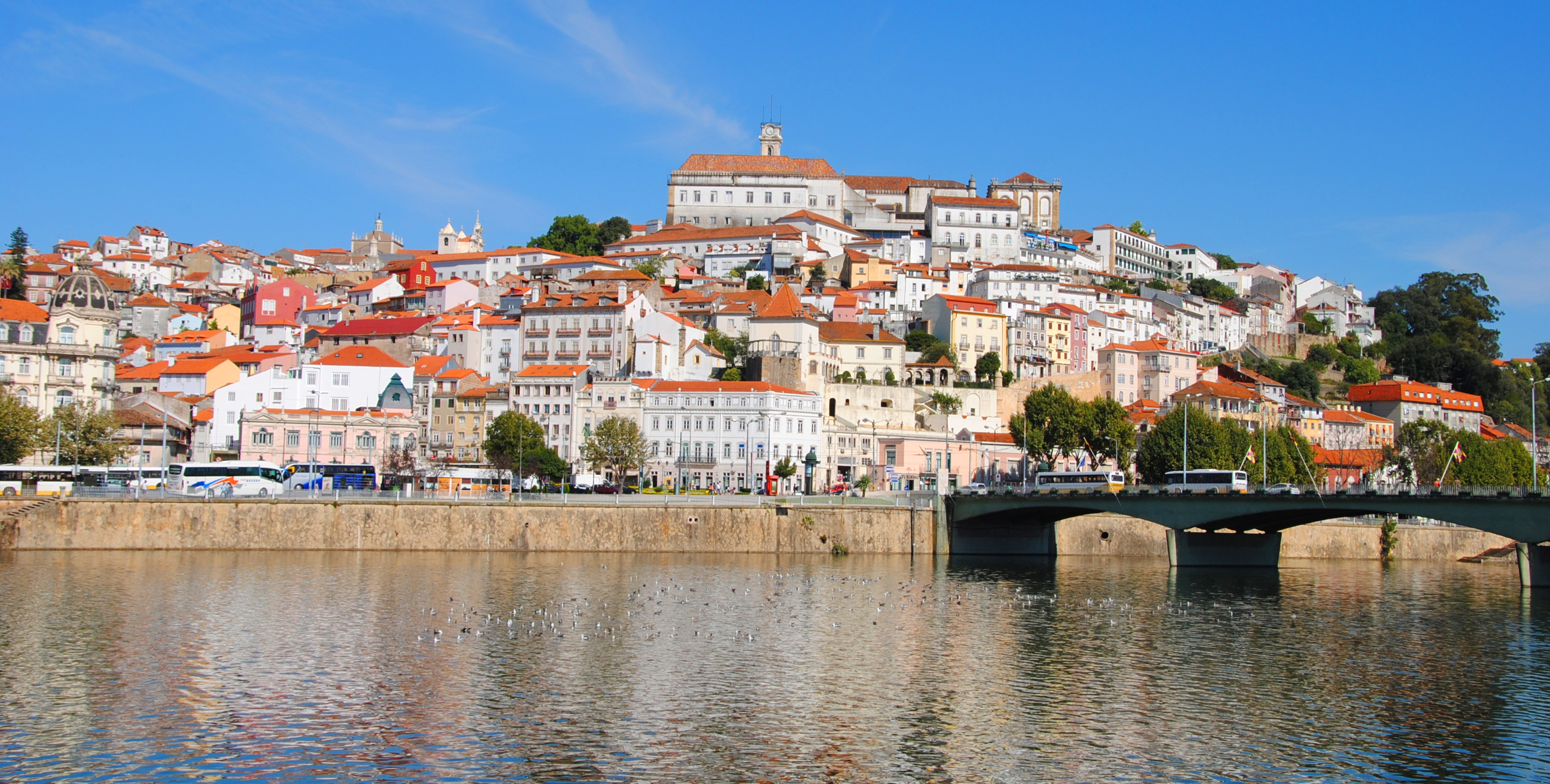
La ville de Coimbra où prend place la rivalité.

Depuis 2021-2022, à chaque début de saison un match amical opposant les deux clubs est organisé, le vainqueur remporte un trophée.
En 2023, 39 ans après leur dernière confrontation officiel, les deux clubs ennemis de Coimbra se voient à nouveaux réunis en Coupe du Portugal. Un match que l'Académica remportera 3 à 0 aux prolongations après l'expulsion sur deux cartons jaunes du joueur de l'União Amaral, un but de Chico Bala et un doublé de João Victor sur deux passes décisives de Fausto Lourenço.
En 2024, la signature de Hugo Seco, capitaine dos Estudantes chez le club a la croix de Santiago a participé à faire renaître des rivalités entre supporters des deux clubs.